# Liste der Einträge im National Register of Historic Places im Iron County (Michigan)

Lage des Iron County in Michigan

Die Liste der Einträge im National Register of Historic Places im Iron County in Michigan führt alle Bauwerke und historischen Stätten im Iron County auf, die in das National Register of Historic Places aufgenommen wurden.
Die meisten Objekte sind Teil der Iron County MPS, einer als Multiple Property Submission (MPS) zusammengefassten Gruppe von historischen Objekten im gesamten County.

## Legende
| NRHP | Historic Place    |
| HD   | Historic District |

## Aktuelle Einträge
| [ 2 ] | Name                                                         | Bild                                                         | Eintragsdatum        | Lage | Ort                | Beschreibung |
| ----- | ------------------------------------------------------------ | ------------------------------------------------------------ | -------------------- | --- | ------------------ | --- |
| 1     | Alpha Public Buildings Historic Complex                      | Alpha Public Buildings Historic Complex                      | 1983 ID-Nr. 83003659 | 404 Main Street 46° 2′ 47″ N, 88° 22′ 40″ W                                                              | Alpha              | aus drei Gebäuden bestehendes Ensemble öffentlicher Gebäude: Rathaus, Schule und Wasserturm                                                                                 |
| 2     | Amasa Historic Business District                             | Amasa Historic Business District                             | 1983 ID-Nr. 83003660 | Blöcke 100, 200 und 300 Pine Street 46° 13′ 58″ N, 88° 26′ 54″ W                                         | Amasa              | Zwischen 1890 und 1920 errichtete Geschäftshäuser |
| 3     | Beechwood Store                                              | Beechwood Store                                              | 1983 ID-Nr. 83003662 | 215 Beechwood Road 46° 9′ 36″ N, 88° 45′ 27″ W                                                           | Iron River         | 1912 errichteter Laden mit Poststation, früheres soziales Zentrum von Beechwood, das heute ein Stadtteil von Iron City ist                                                  |
| 4     | Bethany Lutheran Church                                      | Bethany Lutheran Church                                      | 1983 ID-Nr. 83003664 | 184 Beechwood Road 46° 9′ 34″ N, 88° 45′ 42″ W                                                           | Iron River         | 1913 errichtete lutherische Kirche schwedischer Einwanderer |
| 5     | Joseph Bowers House                                          | Joseph Bowers House                                          | 1983 ID-Nr. 83003665 | 318 Hemlock Avenue 46° 14′ 5″ N, 88° 26′ 57″ W                                                           | Amasa              | 1901 errichtetes typisches Bergarbeiterhaus |
| 6     | Isaac W. Byers House                                         | Isaac W. Byers House                                         | 1983 ID-Nr. 83003667 | 5 North 8th Avenue 46° 5′ 16″ N, 88° 38′ 50″ W                                                           | Iron River         | Um 1919 errichtetes Wohnhaus des Anwalts und Immobilienunternehmers Isaac W. Byers                                                                                          |
| 7     | Camp Gibbs                                                   |                                                              | 1994 ID-Nr. 93001408 | 129 Camp Gibbs Road Ottawa National Forest 46° 12′ 4″ N, 88° 42′ 19″ W                                   | Gibbs City         | 1935 im Zuge einer Arbeitsbeschaffungsmaßnahme vom Civilian Conservation Corps errichtetes Lager                                                                            |
| 8     | Caspian Community Center                                     | Caspian Community Center                                     | 1983 ID-Nr. 83003671 | 404 Brady Avenue 46° 3′ 43″ N, 88° 37′ 39″ W                                                             | Caspian            | 1921 im Stil des Arts and Crafts Movement errichtetes Gemeindezentrum |
| 9     | Caspian Mine Headframe                                       | Caspian Mine Headframe                                       | 1983 ID-Nr. 83003672 | nördlich der Caspian Road 46° 4′ 4″ N, 88° 37′ 31″ W                                                     | Caspian            | 1920 errichteter Förderturm einer Mine, die bis 1937 in Betrieb war |
| 10    | Central School                                               | Central School                                               | 2008 ID-Nr. 08000584 | 218 West Cayuga Street 46° 5′ 36,2″ N, 88° 38′ 25,6″ W                                                   | Iron River         | 1904–1905 errichtetes und 1910–1911 erweitertes Schulgebäude, das bis 1980 in Betrieb war                                                                                   |
| 11    | Chicago, Milwaukee and Saint Paul Railway Iron River Depot   | Chicago, Milwaukee and Saint Paul Railway Iron River Depot   | 2007 ID-Nr. 07000479 | 50 4th Avenue 46° 5′ 18″ N, 88° 38′ 31″ W                                                                | Iron River         | 1913 errichteter Bahnhof der Milwaukee Road; bis 1945 für den Passagierverkehr in Betrieb                                                                                   |
| 12    | Chicagon Mine Road – Chicagon Creek Bridge                   |                                                              | 1999 ID-Nr. 99001521 | Chicagon Mine Rd. over Chicagon Creek 46° 5′ 43″ N, 88° 30′ 31″ W                                        | Bates Township     | 1910 errichtete Brücke |
| 13    | Cloverland Hotel                                             | Cloverland Hotel                                             | 1983 ID-Nr. 83003673 | 423 3rd Street 46° 5′ 33″ N, 88° 38′ 30″ W                                                               | Iron River         | 1922 errichtetes Hotel |
| 14    | Frank W. Cole House                                          | Frank W. Cole House                                          | 1983 ID-Nr. 83003674 | 121 3rd Street 46° 5′ 42″ N, 88° 19′ 51″ W                                                               | Crystal Falls      | 1899 errichtetes Wohnhaus |
| 15    | Cooks Run Trout Feeding Station                              | Cooks Run Trout Feeding Station                              | 1983 ID-Nr. 83003675 | 180 Cooks Run Road 46° 9′ 18″ N, 88° 53′ 32″ W                                                           | Iron River         | 1933 angelegte Fischzuchtanlage |
| 16    | Courthouse Residential Historic District                     | Courthouse Residential Historic District                     | 1983 ID-Nr. 83003676 | Abgegrenzt durch Crystal Avenue, Michigan Avenue, Iron Street und 5th Street 46° 5′ 46″ N, 88° 20′ 12″ W | Crystal Falls      | Villenviertel um das Justiz- und Verwaltungsgebäude des Iron County |
| 17    | Crystal Falls Dam and Power Plant                            | Crystal Falls Dam and Power Plant                            | 1983 ID-Nr. 83003678 | Pine Street 46° 6′ 22″ N, 88° 20′ 5″ W                                                                   | Crystal Falls      | 1891 errichtetes Stauwerk mit Wasserkraftwerk; noch heute in Betrieb |
| 18    | Crystal Inn                                                  | Crystal Inn                                                  | 1983 ID-Nr. 83003680 | 400 Superior Avenue 46° 5′ 49″ N, 88° 19′ 59″ W                                                          | Crystal Falls      | 1922 errichtetes Hotel; heute Apartments |
| 19    | Ernest Diele House                                           | Ernest Diele House                                           | 1983 ID-Nr. 83003682 | 213 Marquette Avenue 46° 5′ 44″ N, 88° 19′ 50″ W                                                         | Crystal Falls      | 1907 im Stil des American foursquare errichtetes Wohnhaus des Minenunternehmers Ernest Diele                                                                                |
| 20    | Dober Mining Company House                                   | Dober Mining Company House                                   | 1983 ID-Nr. 83003681 | 1 19th Street 46° 4′ 22″ N, 88° 37′ 46″ W                                                                | Caspian            | 1910 errichtetes Mehrfamilienhaus für Minenarbeiter |
| 21    | Rudolf Ericson House                                         | Rudolf Ericson House                                         | 1983 ID-Nr. 83003687 | 626 West Boyington Street 46° 5′ 24″ N, 88° 38′ 47″ W                                                    | Iron River         | 1937 im English cottage style errichtetes Wohnhaus Mineningenieurs Rudolf Ericson                                                                                           |
| 22    | Falls Location Historic District                             | Falls Location Historic District                             | 1983 ID-Nr. 83003689 | Ufer des Paint River 46° 6′ 27″ N, 88° 20′ 20″ W                                                         | Crystal Falls      | Gruppe von sieben zwischen 1880 und 1900 errichteten Häusern aus der Zeit der Gründung der Crystal Falls Mine                                                               |
| 23    | Finnish and Swedish Mercantile Association Building          | Finnish and Swedish Mercantile Association Building          | 1983 ID-Nr. 83003691 | 336 Superior Avenue 46° 5′ 49″ N, 88° 19′ 56″ W                                                          | Crystal Falls      | 1908 errichtetes kooperativ organisierter Lebensmittelhandel und Kaufhaus finnischer und schwedischer Einwanderer                                                           |
| 24    | First National Bank Building                                 | First National Bank Building                                 | 1983 ID-Nr. 83003692 | 303 Main Street 46° 2′ 45″ N, 88° 22′ 35″ W                                                              | Alpha              | 1914 errichtetes Bankgebäude |
| 25    | Nelson E. Fisher House – High Banks                          | Nelson E. Fisher House – High Banks                          | 1983 ID-Nr. 83003694 | US 2 46° 5′ 51″ N, 88° 40′ 29″ W                                                                         | Iron River         | 1912 errichtetes Wohnhaus des Geschäftsmannes Nelson E. Fisher |
| 26    | Forest Route 157 – Tamarack River Bridge                     |                                                              | 1999 ID-Nr. 99001520 | Brücke der Forest Route 157 über den Tamarack River 46° 14′ 50″ N, 88° 58′ 41″ W                         | Stambaugh Township | 1916 errichtete Brücke |
| 27    | Henry H. Frailing House                                      | Henry H. Frailing House                                      | 1983 ID-Nr. 83003696 | 19 West Cayuga Street 46° 5′ 36″ N, 88° 38′ 18″ W                                                        | Iron River         | 1916 im Italianate-Stil errichtetes Wohnhaus des Molkereibesitzers Henry H. Frailing                                                                                        |
| 28    | Dennis J. Haggerty House                                     | Dennis J. Haggerty House                                     | 1983 ID-Nr. 83003699 | 7 North 7th Avenue 46° 5′ 16″ N, 88° 38′ 44″ W                                                           | Iron River         | 1926 im Bungalowstil errichtetes Wohnhaus des Geschäftsmannes Dennis J. Haggerty                                                                                            |
| 29    | George Hamilton House                                        | George Hamilton House                                        | 1983 ID-Nr. 83003703 | 504 Seldon Road 46° 5′ 3″ N, 88° 38′ 35″ W                                                               | Iron River         | 1914 im Bungalowstil errichtetes Wohnhaus des Ingenieurs und Lokalpolitikers George Hamilton                                                                                |
| 30    | Gottfried Hane House                                         | Gottfried Hane House                                         | 1983 ID-Nr. 83003701 | 703 West Cayuga Street 46° 5′ 36″ N, 88° 38′ 46″ W                                                       | Iron River         | Stelle, an der das 1915 errichtete Wohnhaus des aus Schweden stammenden Schmiedes Gottfried Hane stand; 1987 durch Feuer zerstört                                           |
| 31    | M. A. Hanna Company Michigan District Superintendent's House | M. A. Hanna Company Michigan District Superintendent's House | 1983 ID-Nr. 83003705 | 506 Selden Road 46° 5′ 3″ N, 88° 38′ 36″ W                                                               | Iron River         | 1933 im Stil des Colonial Revival errichtetes Wohnhaus |
| 32    | John W. Hanson House                                         | John W. Hanson House                                         | 1983 ID-Nr. 83003707 | 601 Roosevelt Avenue 46° 4′ 58″ N, 88° 37′ 33″ W                                                         | Iron River         | Um 1920 errichtetes Wohnhaus |
| 33    | Joseph Harris House                                          | Joseph Harris House                                          | 1983 ID-Nr. 83003709 | 615 Washington Avenue 46° 4′ 56″ N, 88° 37′ 55″ W                                                        | Iron River         | Zweistöckiges Wohnhaus im Stil der Prairie Houses |
| 34    | H. W. Harte Block – Crystal Falls Village Hall               | H. W. Harte Block – Crystal Falls Village Hall               | 1983 ID-Nr. 83003698 | 414-418 Superior Ave. 46° 5′ 49″ N, 88° 20′ 1″ W                                                         | Crystal Falls      | Stelle an der 1890 das Wohnhaus des Holzunternehmers Henry W. Harte errichtet wurde; von 1895 bis 1913 Rathaus                                                              |
| 35    | John Hasselstrom House                                       | John Hasselstrom House                                       | 1983 ID-Nr. 83003723 | 400 Crystal Avenue 46° 5′ 52″ N, 88° 19′ 58″ W                                                           | Crystal Falls      | 1898 im Queen-Anne-Style errichtetes Wohnhaus des Tischlers John Hasselstrom                                                                                                |
| 36    | Hiawatha Mine Number One Complex                             | Hiawatha Mine Number One Complex                             | 1983 ID-Nr. 83003711 | Westteil der Selden Road 46° 4′ 33″ N, 88° 38′ 38″ W                                                     | Iron River         | Gruppe von fünf Gebäuden, die zur 1893 bis 1950 in Betrieb befindlichen Hiawatha Mine gehörten; höchstes Gebäude ist der aus dem Jahr 1904 stammende Förderturm             |
| 37    | Nels A. Holmes Farmstead                                     | Nels A. Holmes Farmstead                                     | 1983 ID-Nr. 83003713 | Abseits der M-189 46° 3′ 1″ N, 88° 38′ 38″ W                                                             | Iron River         | 1884 angelegte Farm des schwedischen Einwanderers Nelson Holmes |
| 38    | House at 902 Selden Road                                     | House at 902 Selden Road                                     | 1983 ID-Nr. 83003714 | 902 Selden Road 46° 4′ 49″ N, 88° 38′ 36″ W                                                              | Iron River         | 1910 errichtetes Mehrfamilienhaus für leitende Angestellte der Youngstown Mines Corporation                                                                                 |
| 39    | Frank C. Huse House                                          | Frank C. Huse House                                          | 1983 ID-Nr. 83003724 | 408 5th Street 46° 5′ 31″ N, 88° 20′ 3″ W                                                                | Crystal Falls      | Wohnhaus des Eisenbahnagenten Frank C. Huse |
| 40    | Iron County Courthouse                                       | Iron County Courthouse                                       | 1975 ID-Nr. 75000948 | westlicher Endpunkt der Superior Avenue 46° 5′ 48″ N, 88° 20′ 7″ W                                       | Crystal Falls      | 1890 im neuromanischen Stil errichtetes Justiz- und Verwaltungsgebäude des Iron County                                                                                      |
| 41    | Iron County Fair Exhibition Hall                             | Iron County Fair Exhibition Hall                             | 1983 ID-Nr. 83003716 | Franklin Street 46° 6′ 2″ N, 88° 38′ 47″ W                                                               | Iron River         | 1931 errichtete Ausstellungshalle |
| 42    | Iron River Creamery                                          | Iron River Creamery                                          | 1983 ID-Nr. 83003717 | 5 West Cayuga Street 46° 5′ 36″ N, 88° 38′ 17″ W                                                         | Iron River         | 1920 im neoklassizistischen Stil errichtete Molkerei |
| 43    | Iron River Town Hall                                         | Iron River Town Hall                                         | 1983 ID-Nr. 83003718 | 106 West Genesee Street 46° 5′ 31″ N, 88° 38′ 21″ W                                                      | Iron River         | 1915 errichtetes Rathaus |
| 44    | Italian Society Duke of Abruzzi Hall                         | Italian Society Duke of Abruzzi Hall                         | 1983 ID-Nr. 83003719 | East McGillis Avenue zwischen Morgan Street und Sawyer Street 46° 3′ 41″ N, 88° 37′ 17″ W                | Caspian            | 1914 errichtetes Versammlungshaus der Duca Degli Abruzzi Italian Society, einer Organisation italienischer Einwanderer                                                      |
| 45    | Jacob Jacobson House                                         | Jacob Jacobson House                                         | 1983 ID-Nr. 83003720 | 327 Maple Avenue 46° 14′ 7″ N, 88° 26′ 56″ W                                                             | Amasa              | 1902 errichtetes Wohnhaus des Tischlers Jacob Jacobson |
| 46    | James Mine Historic District                                 | James Mine Historic District                                 | 1983 ID-Nr. 83003721 | Mineral Avenue und Mower Street 46° 6′ 50″ N, 88° 38′ 33″ W                                              | Mineral Hills      | 1906 errichtete Mine, die bis 1950 in Betrieb war |
| 47    | Joseph Joseph House                                          | Joseph Joseph House                                          | 1983 ID-Nr. 83003722 | 105 North 8th Avenue 46° 5′ 24″ N, 88° 38′ 50″ W                                                         | Iron River         | 1925 errichtetes Wohnhaus des Geschäftsmannes Joseph |
| 48    | Louis Levine House                                           | Louis Levine House                                           | 1983 ID-Nr. 83003725 | 502 Selden Road 46° 5′ 4″ N, 88° 38′ 35″ W                                                               | Iron River         | 1922–25 errichtetes Wohnhaus |
| 49    | Lincoln School                                               | Lincoln School                                               | 1983 ID-Nr. 83003726 | Northwest of Madison St. and 2nd Ave. 46° 6′ 3″ N, 88° 38′ 26″ W                                         | Iron River         | 1916 im neoklassizistischen Stil errichtetes Schulgebäude |
| 50    | Alexander MacKinnon House                                    | Alexander MacKinnon House                                    | 1983 ID-Nr. 83003727 | 134 Cayuga Street 46° 5′ 37″ N, 88° 38′ 23″ W                                                            | Iron River         | Um 1900 errichtetes Wohnhaus des Prospektors Alexander MacKinnon |
| 51    | Donald C. MacKinnon House                                    | Donald C. MacKinnon House                                    | 1983 ID-Nr. 83003728 | 411 North 9th Street 46° 5′ 32″ N, 88° 38′ 55″ W                                                         | Iron River         | 1885 errichtetes Wohnhaus des Prospektors und ersten Bürgermeisters Donald MacKinnon                                                                                        |
| 52    | Mansfield Mine Location Historic District                    | Mansfield Mine Location Historic District                    | 1983 ID-Nr. 83003731 | Stream Road 46° 7′ 7″ N, 88° 13′ 10″ W                                                                   | Mansfield Location | 1889 errichtete Mine, die 1893 durch einen Wassereinbruch zerstört wurde; 1896 wurde die Mine erneut eröffnet und zwischen 1886 und 1900 eine Anzahl von Gebäuden errichtet |
| 53    | Mansfield Road – Michigamme River Bridge                     |                                                              | 1999 ID-Nr. 99001519 | Brücke der Mansfield Road über den Michigamme River 46° 6′ 49″ N, 88° 12′ 59″ W                          | Mansfield Township | 1915 errichtete Brücke; 2007 abgerissen und durch einen Nachbau ersetzt |
| 54    | John S. McLean House                                         | John S. McLean House                                         | 1983 ID-Nr. 83003729 | 230 4th Street 46° 5′ 3″ N, 88° 37′ 53″ W                                                                | Iron River         | Um 1882 errichtetes Wohnhaus |
| 55    | Lafayette McQuown House                                      | Lafayette McQuown House                                      | 1983 ID-Nr. 83003730 | 411 Adams Street 46° 5′ 5″ N, 88° 37′ 52″ W                                                              | Iron River         | 1895 errichtetes Wohnhaus |
| 56    | William Moss House                                           | William Moss House                                           | 1983 ID-Nr. 83003734 | 528 West Genesee Street 46° 5′ 31″ N, 88° 38′ 40″ W                                                      | Iron River         | Um 1908 errichtetes Zweifamilienhaus |
| 57    | Munro – M.A. Hanna Mining Company Office Building            | Munro – M.A. Hanna Mining Company Office Building            | 1983 ID-Nr. 83003736 | 107 North 4th Street 46° 5′ 21″ N, 88° 38′ 35″ W                                                         | Iron River         | 1920 im neoklassizistischen Stil errichtetes Verwaltungsgebäude der M.A. Hanna Mining Company                                                                               |
| 58    | Timothy Murphy House                                         | Timothy Murphy House                                         | 1983 ID-Nr. 83003737 | 17 North 4th Street 46° 5′ 51″ N, 88° 19′ 57″ W                                                          | Crystal Falls      | Um 1900 im Queen-Anne-Style errichtetes Wohnhaus, auch als Harbour House bekannt                                                                                            |
| 59    | Park City Historic District                                  | Park City Historic District                                  | 1983 ID-Nr. 83003739 | Park City Road und DNR Road 46° 13′ 53″ N, 88° 26′ 17″ W                                                 | Amasa              | Gruppe von sieben Blockhütten, die als Unterkünfte für Arbeiter der benachbarten Mine dienten                                                                               |
| 60    | John H. Parks Company – Wills Hardware Building              | John H. Parks Company – Wills Hardware Building              | 1983 ID-Nr. 83003740 | 319 Superior Avenue 46° 5′ 48″ N, 88° 19′ 54″ W                                                          | Crystal Falls      | 1890 errichtete Eisenwarenhandlung |
| 61    | Herman Rau House                                             | Herman Rau House                                             | 1983 ID-Nr. 83003742 | 309 Marquette Avenue 46° 5′ 44″ N, 88° 19′ 55″ W                                                         | Crystal Falls      | 1890 im spätviktorianischen Stil errichtetes Wohnhaus des Lebensmittelhändlers Herman Rau                                                                                   |
| 62    | David M. Ross House                                          | David M. Ross House                                          | 1983 ID-Nr. 83003743 | 120 South 4th Street 46° 5′ 42″ N, 88° 19′ 58″ W                                                         | Crystal Falls      | 1915 aus Feldsteinen im Bungalowstil errichtetes Wohnhaus des Lebensmittelhändlers David M. Ross                                                                            |
| 63    | Steven Royce House                                           | Steven Royce House                                           | 1983 ID-Nr. 83003744 | 920 Forest Parkway 46° 5′ 49″ N, 88° 20′ 30″ W                                                           | Crystal Falls      | 1910 errichtetes Wohnhaus des Geologen Steven Royce |
| 64    | William Russell House                                        | William Russell House                                        | 1983 ID-Nr. 83003746 | 209 Michigan Avenue 46° 5′ 40″ N, 88° 19′ 48″ W                                                          | Crystal Falls      | 1888 im Queen-Anne-Style errichtetes Wohnhaus des Geschäftsmannes William Russell                                                                                           |
| 65    | Scalcucci's Grocery                                          | Scalcucci's Grocery                                          | 1983 ID-Nr. 83003748 | 2102 River Avenue 46° 6′ 30″ N, 88° 38′ 14″ W                                                            | Iron River         | 1905 errichtetes Wohnhaus, in dem John Scalcucci 1914 im Untergeschoss einen Lebensmittelladen einrichtete                                                                  |
| 66    | John Soderman Farmhouse                                      | John Soderman Farmhouse                                      | 1983 ID-Nr. 83003749 | North 6th Street 46° 6′ 16″ N, 88° 20′ 12″ W                                                             | Crystal Falls      | 1912 errichtetes Wohnhaus des Farmers John Soderman |
| 67    | Spies Boardinghouse                                          | Spies Boardinghouse                                          | 1983 ID-Nr. 83003750 | 700 Grant Street 46° 6′ 34″ N, 88° 37′ 55″ W                                                             | Mineral Hills      | 1909 errichtete Pension für unverheiratete Minenarbeiter |
| 68    | St. Mary's Assumption Catholic Church                        | St. Mary's Assumption Catholic Church                        | 1983 ID-Nr. 83003759 | 105 5th Avenue 46° 5′ 22″ N, 88° 38′ 41″ W                                                               | Iron River         | 1910–11 errichtete katholische Kirche polnischer Einwanderer |
| 69    | Charles Stolberg House                                       | Charles Stolberg House                                       | 1983 ID-Nr. 83003751 | 411 3rd Street 46° 5′ 8″ N, 88° 37′ 49″ W                                                                | Iron River         | 1909 im Queen-Anne-Style errichtetes Wohnhaus |
| 70    | Robert H. Sturgeon House                                     | Robert H. Sturgeon House                                     | 1983 ID-Nr. 83003752 | 112 Cayuga Street 46° 5′ 38″ N, 88° 38′ 20″ W                                                            | Iron River         | Um 1900 im Queen Anne Style errichtetes Wohnhaus |
| 71    | John Swanson House                                           | John Swanson House                                           | 1983 ID-Nr. 83003761 | 226 4th Street 46° 5′ 3″ N, 88° 37′ 54″ W                                                                | Iron River         | 1913 errichtetes Wohnhaus des Ladenbesitzers John Swanson |
| 72    | Triangle Ranch Headquarters Historic District                | Triangle Ranch Headquarters Historic District                | 1983 ID-Nr. 83003762 | North of Amasa 46° 18′ 54″ N, 88° 25′ 13″ W                                                              | Amasa              | 1920 angelegte Farm |
| 73    | William J. Tully House                                       | William J. Tully House                                       | 1983 ID-Nr. 83003764 | 419 West Cayuga Street 46° 5′ 37″ N, 88° 38′ 39″ W                                                       | Iron River         | 1909 im Stil des American Foursquare errichtetes Wohnhaus des Minenbesitzers William J. Tully                                                                               |
| 74    | US 2 – Iron River Bridge                                     |                                                              | 1999 ID-Nr. 99001518 | Brücke des alten US 2 über den Iron River 46° 6′ 7″ N, 88° 30′ 0″ W                                      | Iron River         | 1917 errichtete Bogenbrücke |
| 75    | Van Ornum's Addition Historic District                       | Van Ornum's Addition Historic District                       | 1983 ID-Nr. 83003770 | 927, 937, 941, 947 und 953 4th Street 46° 5′ 52″ N, 88° 38′ 32″ W                                        | Iron River         | Gruppe von fünf zwischen 1929 und 1934 errichteten Wohnhäusern |
| 76    | Van Platen - Fox Lumber Camp Historic Complex                | Van Platen - Fox Lumber Camp Historic Complex                | 1983 ID-Nr. 83003766 | 281 University Road 46° 10′ 35″ N, 88° 53′ 21″ W                                                         | Iron River         | 1921 errichtetes Holzfällerlager |
| 77    | Harvey Van Wagner House                                      | Harvey Van Wagner House                                      | 1983 ID-Nr. 83003767 | 103 North 7th Avenue 46° 5′ 21″ N, 88° 38′ 45″ W                                                         | Iron River         | Um 1920 errichtetes Wohnhaus |
| 78    | Wall - Seppanen House                                        | Wall - Seppanen House                                        | 1983 ID-Nr. 83003768 | 21 North 7th Avenue 46° 5′ 17″ N, 88° 38′ 45″ W                                                          | Iron River         | Um 1920 errichtetes Wohnhaus |
| 79    | Joseph Windsor House                                         | Joseph Windsor House                                         | 1983 ID-Nr. 83003769 | 629 West Genesee Street 46° 5′ 30″ N, 88° 38′ 44″ W                                                      | Iron River         | 1912 errichtetes Wohnhaus des Unternehmers Joseph Windsor |